# Badminton na Igrzyskach Panamerykańskich 2011
Badminton na Igrzyskach Panamerykańskich 2011  został rozegrany w halach Multipurpose Gymnasium oraz Revolucion Sports Complex w Guadalajarze. W zawodach udział wzięło 88 badmintonistów (po 44 mężczyzn i kobiet). Zawody odbyły się w dniach 15 - 20 października 2011. 

## Kalendarz rozgrywek
| 15-20 października      | 15          | 16   | 17           | 18        | 19                                      | 20                                      |
| ----------------------- | ----------- | ---- | ------------ | --------- | --------------------------------------- | --------------------------------------- |
| Gra pojedyncza mężczyzn | 1/32 i 1/16 | 1/16 | Ćwierćfinały | Półfinały | −                                       | Mecz o brązowy medal Mecz o złoty medal |
| Gra pojedyncza kobiet   | 1/32        | 1/16 | Ćwierćfinały | Półfinały | −                                       | Mecz o brązowy medal Mecz o złoty medal |
| Gra podwójna mężczyzn   | 1/32        | 1/16 | Ćwierćfinały | Półfinały | Mecz o brązowy medal Mecz o złoty medal | −                                       |
| Gra podwójna kobiet     | 1/32        | 1/16 | Ćwierćfinały | Półfinały | Bronze Final Gold Final                 | −                                       |
| Miksty                  | 1/32        | 1/16 | Ćwierćfinały | Półfinały | −                                       | Mecz o brązowy medal Mecz o złoty medal |

## Medaliści
| Konkurencja             |                             |                              |                                |
| ----------------------- | --------------------------- | ---------------------------- | ------------------------------ |
| Gra pojedyncza mężczyzn | Kevin Cordon                | Osleni Guerrero              | Charles Pyne                   |
| Gra pojedyncza mężczyzn | Kevin Cordon                | Osleni Guerrero              | Daniel Paiola                  |
| Gra pojedyncza kobiet   | Michelle Li                 | Joycelyn Ko                  | Victoria Montero               |
| Gra pojedyncza kobiet   | Michelle Li                 | Joycelyn Ko                  | Claudia Rivero                 |
| Gra podwójna mężczyzn   | Tony Gunawan Howard Bach    | Halim Ho Sattawat Pongnairat | Lopez Andres Lino Munoz        |
| Gra podwójna mężczyzn   | Tony Gunawan Howard Bach    | Halim Ho Sattawat Pongnairat | Adrian Liu Derrick Ng          |
| Gra podwójna kobiet     | Alexandra Bruce Michelle Li | Rena Wang Iris Wang          | Grace Gao Joycelyn Ko          |
| Gra podwójna kobiet     | Alexandra Bruce Michelle Li | Rena Wang Iris Wang          | Eva Lee Paula Obanana          |
| Miksty                  | Grace Gao Toby Ng           | Halim Ho Eva Lee             | Claudia Rivero Rodrigo Pacheco |
| Miksty                  | Grace Gao Toby Ng           | Halim Ho Eva Lee             | Howard Bach Paula Obanana      |

### Tabela medalowa
| Poz.    | Państwo           |   |   |    |    |
| ------- | ----------------- | - | - | -- | -- |
| 1       | Kanada            | 3 | 1 | 2  | 6  |
| 2       | Stany Zjednoczone | 1 | 3 | 2  | 6  |
| 3       | Gwatemala         | 1 | 0 | 0  | 1  |
| 4       | Kuba              | 0 | 1 | 0  | 1  |
| 5       | Meksyk            | 0 | 0 | 2  | 2  |
| 5       | Peru              | 0 | 0 | 2  | 2  |
| 6       | Brazylia          | 0 | 0 | 1  | 1  |
| 6       | Jamajka           | 0 | 0 | 1  | 1  |
| Łącznie | Łącznie           | 5 | 5 | 10 | 18 |